# La Crise du logement (film, 1922)
Pour le court métrage documentaire français de Jean Dewever, voir La Crise du logement (film, 1955).
Pour plus de détails, voir Fiche technique et Distribution.
La Crise du logement (Rent Free) est un film muet américain de Howard Higgin, sorti en 1922.

## Synopsis
Buell est un jeune artiste peintre qui s'installe dans une maison abandonnée.

## Fiche technique
- Titre français : La Crise du logement
- Titre original : Rent Free
- Réalisation : Howard Higgin
- Scénario : Elmer Rice, Mann Page (histoire), Izola Forrester (histoire)
- Producteur : Thompson Buchanan
- Société de production : Paramount Pictures
- Son : muet
- Couleur : Noir et blanc

## Distribution
- Wallace Reid : Buell Arnister Jr.
- Lila Lee : Barbara Teller
- Henry A. Barrows
- Lucien Littlefield
- Lillian Leighton
- Claire McDowell
- Clarence Geldart
- Gertrude Short